# Setge de Mantziciert
|  | Per a altres significats, vegeu «Setge de Mantziciert (969)». |

El setge de Mantziciert, de vegades Mantzicert, fou un setge de la ciutat romana d'Orient de Mantziciert per l'Imperi Seljúcida. Els defensors, comandats per Basili Apòcapes, resistiren contra les tropes seljúcides, liderades pel soldà Toghril Beg. Els seljúcides es passaren un mes assetjant Mantziciert amb tota mena d'armes de setge, però no aconseguiren prendre la ciutat. El relat històric esmenta que feren ús de «tortugues», uns refugis mòbils que protegien els soldats i les armes de setge contra els projectils. Basili hauria fet afilar grans bigues, que foren llançades contra les tortugues per bolcar-les. La ciutat aconseguí superar el setge gràcies a la seva triple muralla i la presència d'una font d'aigua.
17 anys més tard, els turcs, aleshores dirigits per Alp Arslan, obtingueren un gran èxit contra Romà IV Diògenes al mateix lloc. La ciutat caigué després de la famosa desfeta romana el 1071.